# ピエトレルチーナ
ピエトレルチーナ（イタリア語: Pietrelcina）は、イタリア共和国カンパニア州ベネヴェント県にある、人口約3,100人の基礎自治体（コムーネ）。

## 地理

### 位置・広がり
ベネヴェント県のコムーネ。県都ベネヴェントから北東へ9kmの距離にある。

#### 隣接コムーネ
隣接するコムーネは以下の通り。
- ベネヴェント
- パドゥーリ
- パーゴ・ヴェイアーノ
- ペスコ・サンニータ